# Skazany na wolność
Skazany na wolność (ang. Levity) – amerykańsko-francuski kryminał z 2003 roku.

## Główne role
- Billy Bob Thornton – Manuel Jordan
- Morgan Freeman – Miles Evans
- Holly Hunter – Adele Easley
- Kirsten Dunst – Sofia Mellinger
- Manuel Aranguiz – Senor Aguilar
- Geoffrey Wigdor – Abner Easley
- Luke Robertson – Młody Abner Easley
- Dorian Harewood – Mackie Whittaker
- Catherine Colvey – Claire Mellinger
- Billoah Greene – Don
- Sadiki Burke – Sadiki
- Abede Burke – Abede
- Diego Abella – Raul
- Brent Rogers – Ty
- Cordell Clyde – Cleve

## Fabuła
Manuel Jordan, który spędził 23 lata w więzieniu za zabójstwo nastolatka podczas próby kradzieży, wychodzi na zwolnienie warunkowe z dożywocia. Po wyjściu wraca do miasta i próbuje odkupić swoje winy. W końcu trafia do przytułka kierowanego przez pastora Milesa Evansa. Ten proponuje mu pracę, dzięki której może płacić za pokój. Zatrzymując się przed domem, zaprzyjaźnia się z Sofią Mellinger – młodą, dziką kobietą bez planów na przyszłość. Poznaje też Adele Easley – starszą siostrę Abnera. Nie rozpoznaje go i nawiązuje z nim przyjaźń. Manuel dostaje szansę na odkupienie kiedy syn Adele schodzi na ścieżkę przemocy.